# Udsætningsdirektivet
Europa-Parlamentets og Rådets direktiv 2001/18/EF af 12. marts 2001 om udsætning i miljøet af genetisk modificerede organismer og om ophævelse af Rådets direktiv 90/220/EØF (EU's udsætningsdirektiv) er et direktiv, der regulerer reglerne i EU om angiver reglerne for udsætning i miljøet af GMO'er (genetisk modificerede organismer). Formålet er at forbedre effektiviteten og gennemsigtigheden af godkendelsesproceduren for udsætning og markedsføring af GMO'er, der skal ske under iagttagelse af EU's forsigtighedsprincip.
Reglerne omfatter også forsøg med udsætning af gensplejsede organismer. Reglerne omfatter kun levende gensplejsede organismer og er indført i den danske lov om miljø og genteknologi.